# Гвозденко, Клавдия Фёдоровна
Клавдия Фёдоровна Гвозденко — советский хозяйственный и государственный деятель, Герой Социалистического Труда.

## Биография
Родилась в 1926 году в станице Воскресенской. Член КПСС.
В 1950—1956 — рабочая рыбкомбината «Правда» Главсахалинрыбпрома.
В 1956—1969 — доярка рисоводческого совхоза «Красноармейский» Славянского района Краснодарского края.
В 1969—1980 — заместителем председателя исполкома Октябрьского сельсовета.
В 1980—1982 — доярка совхоза «Красноармейский» Славянского района Краснодарского края..
Указом Президиума Верховного Совета СССР от 22 марта 1966 года присвоено звание Героя Социалистического Труда с вручением ордена Ленина и золотой медали «Серп и Молот».
Делегат XXIII съезда КПСС.
Умерла в 2002 году в посёлке Октябрьском ныне Красноармейского района Краснодарского края.

## Награды и звания
- Герой Социалистического Труда (22.03.1966)
- Орден Ленина (22.03.1966)